# Franco Superchi
Franco Superchi (Allumiere, 1º settembre 1944) è un ex calciatore italiano, di ruolo portiere.

## Carriera
Iniziò giovanissimo a prendere confidenza con la porta disputando già all'età di quattordici anni, con la squadra del paese, tornei di categoria Allievi e Juniores. Quindicenne passò al Bettini Quadraro, fucina romana di giocatori che nel corso degli anni espresse anche altri professionisti quali Francesco Graziani e Francesco Rocca.
Nel 1961 altro trasferimento, al Tevere Roma, squadra di Serie C nelle cui file divenne campione d'Italia Juniores.
Il salto nel calcio di massima serie avvenne al 1965 nelle file della Fiorentina.
Il primo anno fu inserito nella rosa quale terzo portiere dopo Enrico Albertosi e Alfredo Paolicchi.
L'anno successivo si alternò nel ruolo di riserva di Albertosi con Lamberto Boranga fino al 1968-69 quando, stante la cessione del primo al Cagliari e del secondo a Brescia, ebbe la maglia titolare.
Il debutto coincise con il secondo scudetto della storia della squadra viola, titolo al quale contribuì inanellando una serie di prestazioni sorprendenti per un esordiente risultando così tra i massimi protagonisti della stagione.
A quel periodo risale anche l'esordio in maglia azzurra, nella rappresentativa Under-23 nella quale venne convocato 4 volte.
Nella Fiorentina Superchi rimase per altri sette anni mostrandosi sempre portiere di sicuro affidamento pur non eguagliando nel rendimento l'esaltante annata dello scudetto.
A Firenze vinse una Coppa Mitropa nel 1966, nel 1975 la Coppa Italia, nella finale giocata a Roma contro il Milan e sempre nel 1975 la Coppa di Lega Italo-Inglese.
Nel 1976-77 si trasferì al Verona ove rimase per quattro stagioni totalizzando 126 presenze tra Serie A e B. Infine la scelta di concludere la carriera nella Roma come secondo di Franco Tancredi, in tempo per partecipare alla festa del secondo scudetto giallorosso nel 1983 sia pure solo in qualità di riserva, disputando solo uno scorcio di partita nell'ultima giornata di campionato contro il Torino.
Chiuse la carriera 2 anni dopo, in Serie C2, nel Civitavecchia.
Nel 2016 fu ammesso nella Hall of Fame della Fiorentina

### Allenatore
Nel 1984 fu allenatore degli Allievi , sul finire degli anni ottanta  dei Giovanissimi Provinciali e fino al 2012 preparatore dei portieri delle giovanili della As Roma , mentre dal 2010 al 2014 è stato preparatore dei portieri e supervisore di tutte le squadre della Cm Tolfallumiere. Nel 2018 è stato preparatore dei portieri del Civitavecchia e nel 2021 dell 'Allumiere

## Palmarès

Superchi all'Olimpico di Roma il 15 maggio 1983, ultima sua partita in Serie A, mentre, tra Tancredi e Falcão, festeggia la vittoria del secondo scudetto giallorosso.

### Competizioni nazionali
- Campionato italiano: 2

Fiorentina: 1968-1969
Roma: 1982-1983
- Coppa Italia: 4

Fiorentina: 1965-1966, 1974-1975
Roma: 1980-1981, 1983-1984

### Competizioni internazionali
- Coppa Mitropa: 1

Fiorentina: 1966
- Coppa di Lega Italo-Inglese: 1

Fiorentina: 1975